# Sémaglutide
Le sémaglutide est un analogue du GLP-1, qui est l'une des hormones de satiété. C'est un médicament  initialement développé comme antidiabétique et commercialisé sous la dénomination Ozempic (contre le diabète), et de Wegovy (pour la perte de poids). 
Parmi les médicaments utilisés pour gérer le diabète, il se distingue par son administration sous-cutanée à longue durée d'action, pouvant être administré une fois par semaine, et par sa capacité à réduire le risque d'événements cardiovasculaires. Il existe également une formulation orale, à prise quotidienne, commercialisée sous le nom Rybelsus.
Grâce à sa propriété de coupe-faim, il permet une perte de poids. Le fabricant, Novo Nordisk, a obtenu une indication officielle pour la gestion du poids à long terme, et le vend pour cette indication en Europe depuis janvier 2022, sous le nom Wegovy. En France, il bénéficie d'abord d'une autorisation d’accès précoce post-AMM pour une durée de 1 an par l’ANSM le 21 juillet 2022, dans l’indication : perte de poids chez l’adulte (≤ 65 ans) avec un indice de masse corporelle (IMC) initial ≥ 35 kg/m2 après échec d’une prise en charge nutritionnelle. Les effets indésirables les plus fréquents du Wegovy sont des nausées, des diarrhées et plus rarement des vomissements (effets « généralement transitoires et d’une gravité légère à modérée et s'atténuant avec le temps »), mais il peut aussi avoir des effets graves sur le système digestif, ce pourquoi l'ANSM a décidé en France de ne l'autoriser que sur ordonnance pour un traitement médical, initié par un médecin spécialiste en endocrinologie-diabétologie-nutrition. En France, il n'est pas remboursé par l'assurance maladie,.

## Histoire
Le développement du sémaglutide repose sur les travaux de la biochimiste Svetlana Mojsov.

## Efficacité
Utilisé seul, il permet une diminution moyenne de l'hémoglobine glyquée de 1,5 % avec une baisse de poids. Associé au traitement conventionnel du diabète de type 2, il s'avère être supérieur à la sitagliptine et à l'insuline pour l'équilibration du diabète.
Il a aussi été testé, à doses plus élevées, contre l'obésité en l'absence de diabète. Combiné à des changements de mode de vie, il permet une perte de masse corporelle allant jusqu’à 17 % (après 68 semaines de traitement),,. Cet effet est obtenu par une modification du système hormonal qui induit une diminution de l'appétit par un ralentissement de la vidange gastrique.
Alors que l'épidémie d'obésité de l’enfant et de l’adolescent s'étend dans le monde, des études de cohortes longitudinales indiquent que plus de 50% de ces enfants ou adolescents obèses le resteront à l'âge adulte, avec un risque accru, associé, de maladies cardiovasculaires. Le sémaglutide pourrait, chez certains patients à la fois obèses et diabétiques au moins, faire reculer le nombre d'infarctus du myocarde, d'accidents vasculaires cérébraux et la mortalité cardiovasculaire , mais selon une étude-pivot de phase 3, le médicament ne semble pas avoir d'effet préventif (cet essai clinique en double aveugle, a comparé le sémaglutide à un placebo, chez les patients adultes obèses traités par 2,4 mg de sémaglutide par semaine par voie sous-cutanée. Les patients ont tous bénéficié de séances de conseil individuelles toutes les 4 semaines pour les aider à adhérer à un régime hypocalorique (déficit de 500 kcal par jour par rapport à la dépense énergétique estimée au moment de la randomisation). Ils devaient aussi augmenter leur activité physique (avec 150 minutes par semaine d'activité physique, comme la marche)). La perte de poids à 68 semaine était 3 fois plus importante qu'avec le placebo ; et un rapport bénéfice-risque globalement favorable a été constaté par rapport au placebo, mais « aucun argument solide en faveur d’une utilisation en prévention des maladies » n'a pu être mis en évidence. Selon J.P Sculier, « chez les adultes en surpoids avec comorbidités liées au poids ou obèses et sans diabète sucré ; les effets à long terme – maintien de la perte de poids, nécessité d’un traitement d’entretien, impact sur les comorbidités et la mortalité, effets secondaires tardifs » doivent encore être évalués pour « introduire pleinement le médicament dans la pratique quotidienne. ».

## Détournement d'usages
Commercialisé dans l'indication de gestion de l'obésité chez les diabétiques de type 2 depuis 2022 (sous le nom de Wegovy), son détournement, sur TikTok notamment, inquiète les médecins, le fabricant Novo Nordisk indique en décembre 2022 souffrir de problèmes d'approvisionnement en raison d'un détournement d'usage promu sur les réseaux sociaux, par des personnes cherchant à maigrir,.
Chez le patient diabétique avec une insuffisance rénale chronique, il permet de ralentir la progression de cette dernière.
En 2020, les résultats d'un essai clinique dans la stéatose hépatique non alcoolique montrent, dans certains cas, une régression des lésions mais sans amélioration significative sur la fibrose hépatique.

## Posologie
Il est prescrit en une injection sous-cutanée hebdomadaire. Il est commercialisé sous le nom Ozempic sous forme de seringues préremplies contenant quatre doses, chacune de 0,25 mg, ou 0,50 mg, ou 1 mg.

## Comme coupe-faim
Initialement développé pour soigner le diabète de type 2, le sémaglutide est aussi un coupe-faim (il ralentit la vidange de l’estomac, diminuant de fait l’appétit) et utilisé pour lutter contre l’obésité,. En France, il fait à ce titre l’objet d’une « surveillance renforcée » par l’Assurance-maladie, en raison de risques d'affections gastro-intestinales sévères.

## Effets secondaires
L'effet secondaire le plus fréquent est la nausée. Des troubles digestifs potentiellement sévères et prolongés comme la cholélithiase, et la pancréatite aiguë sont aussi rapportés, les pancréatites aiguës pouvant survenir même à doses faibles. Et des troubles biliaires, de rares cas de constipation sévère qui peuvent conduire à l’obstruction intestinale, ainsi qu'un risque accru de cancer de la thyroïde après plusieurs années de traitement.
Ces risques sont acrus si le médicament est utilisé contre l'obésité, et pour une longue durée.
Un autre problème (qui existe aussi avec d'autres médicaments dits « régulateurs d'appétit » (comme le tirzépatide) est que la perte de masse corporelle ne concerne pas que la masse adipeuse (grasse), mais aussi la masse maigre : ce médicament peut autant induire une fonte musculaire que de la masse graisseuse. Selon[Qui ?] en 2023, chez l'adolescent obèse « nous n’avons aucun argument en faveur d’un effet à long terme favorable du sémaglutide ».
En France, une surveillance active de l'utilisation du médicament a été mise en place par l'ANSM et la Cnam afin notamment d'éviter que son mésusage ne pénalise les personnes diabétiques pour qui ce traitement est essentiel. En juillet 2024, l'ANSM annonce renforcer sa vigilance en lançant des études prospectives de pharmacovigilance alors que l'on recense 700 000 patients traités par des analogues GLP-1.